# Sofron
Sofron (ur. 470, zm. ok. 400 p.n.e.) – mimograf grecki, pochodzący najpewniej z Syrakuz.
Autor komedii pisanych w dialekcie doryckim, w których opisywał życie codzienne kobiet i mężczyzn. Ceniony przez Platona, miał naśladowców w epoce hellenistycznej (Teokryt). Do czasów współczesnych przetrwało 5 tytułów jego autorstwa oraz 175 fragmentów.

## Dzieła
- Kobiety, co mówią, że ściągają z nieba boginię (księżyc)[2]